# Spazigaster
Spazigaster is een vliegengeslacht uit de familie van de zweefvliegen (Syrphidae).

## Soorten
- S. ambulans (Fabricius, 1798)